# Kurt Wernicke
Kurt Wernicke (* 2. Juni 1930 in Berlin) ist ein deutscher Historiker.

## Leben
Kurt Wernicke wurde im Bezirk Charlottenburg geboren, lebte aber seit seiner Jugend im Ost-Berliner Bezirk Köpenick. Nach der Promotion zum Dr. phil. am 23. Mai 1962 an der HU Berlin und der Promotion B ebenda 1979 war er von 1968 bis 1986 Direktor der Abteilung Zeitgeschichte/DDR-Geschichte im Museum für Deutsche Geschichte. Im Ruhestand wandte er sich besonders dem Thema der Köpenicker Heimatgeschichte zu.

## Schriften (Auswahl)
- Vormärz, März, Nachmärz. Studien zur Berliner Politik- und Sozialgeschichte 1843–1853. Berlin 1999, ISBN 3-89542-105-7.
- mit Hans-Jürgen Michelmichel: Deutscher Seefahrtbund e.V. Berlin 1951–2001. Eine Festschrift zum 50. Vereinsjubiläum. Berlin 2001, ISBN 3-89542-114-6.
- In 3 Jahrhunderten – Segeln auf Müggel und Spree. 100 Jahre Segelverein am Müggelseedamm 72/74. Berlin 2002, ISBN 3-89542-119-7.
- Ein Jahrtausend deutscher Geschichte im europäischen Kontext. Ein Überblick. Berlin 2007, ISBN 3-89626-585-7.